# Орчила
Орчила (Ла Орчила, исп. La Orchila) — остров в Карибском море, принадлежит Венесуэле. В 180 км на севере от Каракаса. Площадь около 40 км².
На острове расположена военно-морская база ВМС Венесуэлы с аэродромом 3200 метров и резиденция президента Венесуэлы.

## История

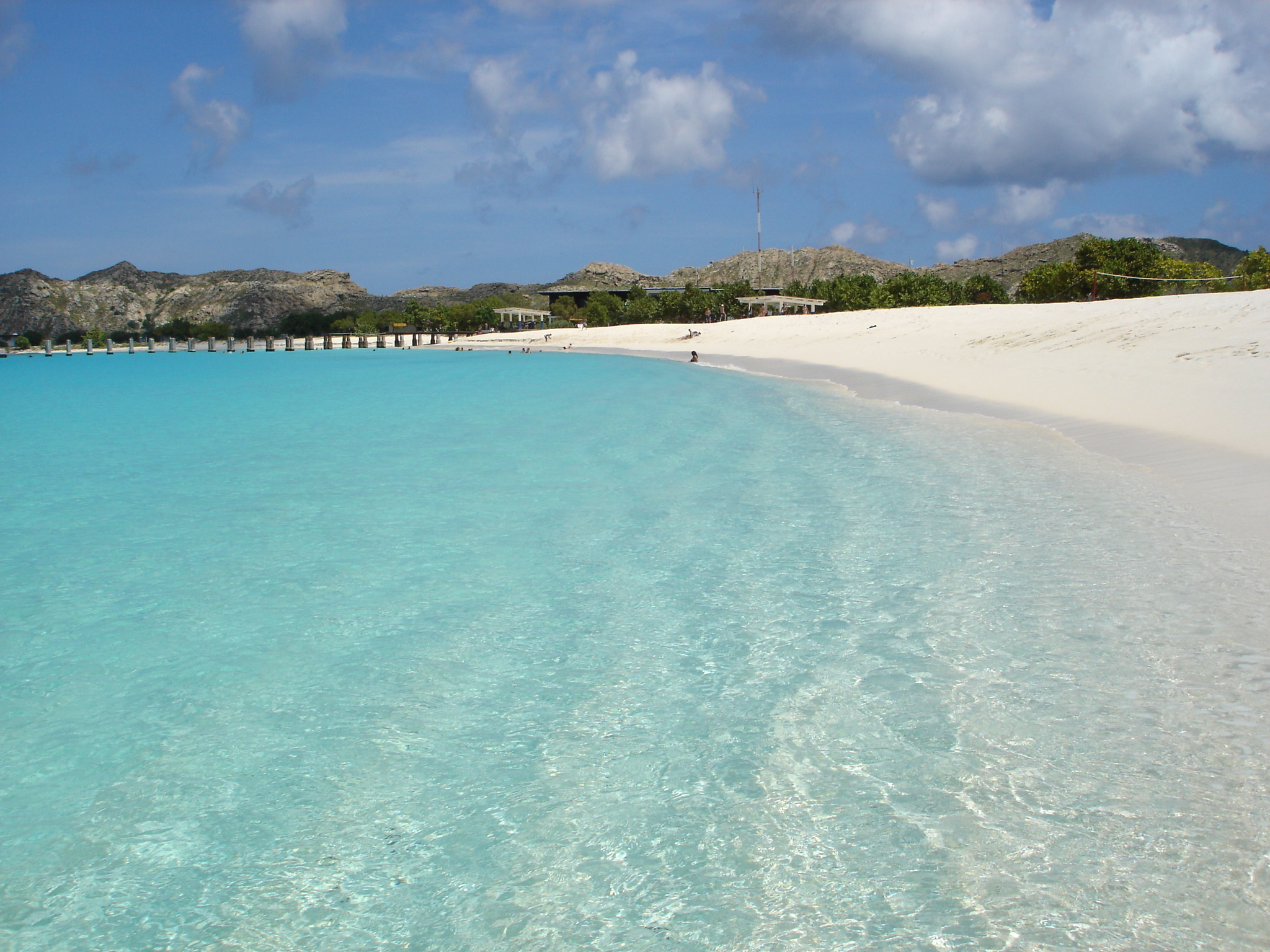
Пляж Орчилы

В 1938 году вместе с другими островами остров перешёл в федеральное подчинение, созданное в том же году. До 1950-х годов был заселён, население составляло около 121 человек, которые были изгнаны во время правительства генерала Маркоса Переса Хименеса. Во время его правления здесь было построено около 32 военных объектов и несколько небольших домов, включая президентскую резиденцию, которую многие президенты использовали в качестве летней.
В 2002 году во время неудачного переворота в Венесуэле, президента Уго Чавеса держали на острове под арестом.
17 мая 2008 ВВС США нарушили воздушное пространство Венесуэлы, после чего был заявлен протест со стороны правительства. Пентагон объявил случившееся навигационной ошибкой.
14 марта 2009 Уго Чавес предложил использовать военную базу на острове для временного базирования стратегических самолетов российских ВВС.